# Кинг, Билли Джин
Билли Джин Кинг (англ. Billie Jean King, в девичестве Моффитт, англ. Moffitt; род. 22 ноября 1943, Лонг-Бич, Калифорния) — американская теннисистка, выступавшая в 60—80-х годах XX века, первая ракетка мира в 1966—1968 и 1972 годах. Победительница 39 турниров Большого шлема (12 — в одиночном разряде, 16 — в парном, 11 — в миксте), обладательница «карьерного» Большого шлема в одиночном разряде и миксте, 7-кратная обладательница Кубка Федерации в составе сборной США. В дальнейшем как неиграющий капитан ещё трижды приводила сборную США к победам в Кубке Федерации, тренировала также олимпийские теннисные сборные США, завоёвывавшие золотые медали в 1996 и 2000 годах.
Помимо спортивных достижений Кинг проявила себя как активный борец за равные возможности для женщин в спорте и в обществе в целом. Она стала одной из основательниц женского профессионального тура Virginia Slims и Женской теннисной ассоциации (WTA), основала профессиональную командную лигу World TeamTennis и журнал womenSports, а также ряд благотворительных фондов и организаций, борющихся за равноправие женщин. Наиболее заметным эпизодом общественной деятельности Кинг стала победа в показательном матче против мужчины-теннисиста Бобби Риггса, известном как «Битва полов».
Кинг дважды признавалась спортсменкой года по версии «Ассошиэйтед Пресс», а в 1972 году стала спортсменом года по версии Sports Illustrated. Член Международного зала теннисной славы (1987) и Национального зала славы женщин (1990), награждена Президентской медалью Свободы (2009) и Золотой медалью конгресса США (2024). Имя Билли Джин Кинг присвоено Национальному теннисному центру USTA и турниру женских национальных теннисных сборных.

## Семья и учёба
Билли Джин Моффитт родилась в 1943 году в Лонг-Биче (Калифорния) в семье Уиллиса Джефферсона (Билла) Моффитта, инженера местной пожарной части, и домохозяйки Бетти Моффитт. Билли Джин, родившаяся в годы войны, когда её отец проходил службу на базе ВМС в Виргинии, получила имя в его честь. В 1948 году в семье родился ещё один ребёнок — мальчик, которого назвали Рэнди. Семья была спортивной: отец Билли играл в баскетбол и бейсбол и занимался бегом, а мать — плаванием. Рэнди Моффитт стал профессиональным бейсболистом и 12 лет играл в лиге MLB за клубы «Сан-Франциско Джайентс», «Хьюстон Астрос» и «Торонто Блю Джейс» как релиф-питчер. Помимо родителей на формирование Билли Джин как спортсменки оказал влияние священник местной Церкви братьев Боб Ричардс, прославившийся как прыгун с шестом, двукратный олимпийский чемпион. Ричардс был также популярным оратором-мотиватором, пропагандировавшим не только спорт как «язык независимости», но и упорную работу над собой, настойчивость в преодолении собственных слабостей и терпимое отношение к окружающим.
В восьмом классе у Билли Джин проявилась быстро прогрессирующая близорукость, которую удалось скорректировать с помощью очков; впоследствии, в особенности в первой половине 1960-х годов, её очки — в то время очень необычная черта для спортсмена — постоянно упоминались в прессе. Окончив Политехническую среднюю школу Лонг-Бича, Моффитт в дальнейшем училась в Государственном колледже Лос-Анджелеса (ныне Университет штата Калифорния). Высшее образование, однако, она не окончила, с осени 1965 года полностью посвятив себя теннисной карьере.

## Игровая карьера

### Начало карьеры
В 10 лет Билли Джин играла в софтбол на позиции шорт-стопа достаточно успешно, чтобы с командой девочек, бывших на 4—5 лет старше, выиграть чемпионат Лонг-Бича, однако в дальнейшем увлеклась теннисом. Девочка начала играть в местном кантри-клубе ракеткой, взятой взаймы у знакомой. Узнав о том, что в местном парке дают бесплатные уроки игры в теннис, она откладывала карманные деньги, пока не собрала 8 долларов, чтобы купить первую собственную ракетку. Родители поддерживали увлечение дочери. Билл Моффитт установил на заднем дворе фонарь, чтобы она могла заниматься по вечерам, но с самого начала следил за тем, чтобы дочь правильно относилась к новому увлечению. Когда Билли Джин во время одного из матчей потеряла самообладание, он недвусмысленно дал ей понять, что готов пустить её ракетку под пилу, если она не будет контролировать свой гнев.
В дальнейшем девочка училась игре в теннис у профессионального тренера Клайда Уокера, посещая его уроки на разных публичных кортах Лонг-Бича, и с первых лет проявила себя сторонницей стиля serve-and-volley, предусматривающего частые выходы к сетке и коренным образом отличавшегося от принятого в женском теннисе того времени обмена ударами с задней линии. Уокер преподал Моффитт основы теннисной техники, включая так называемую американскую кручёную подачу (англ. American twist), считавшуюся слишком сложной для девушек. Её успехи позволили ей выступать в турнирах, которые организовывал Лос-Анджелесский теннисный клуб — место, где обычно играли люди из наиболее зажиточных слоёв общества. Там Билли Джин обнаружила, что дети из богатых семей относятся к ней как к равной, но взрослые ведут себя с ней пренебрежительно. Сама спортсменка и её биографы уделяют внимание эпизоду, когда 11-летней девочке не позволили сняться на групповой фотографии из-за того, что на ней были шорты, а не платье или юбка.
В 1958 году Моффитт выиграла чемпионат Южной Калифорнии в своей возрастной группе. Перри Т. Джонс, самая влиятельная фигура в региональном теннисе, отказал ей в финансировании поездки на чемпионат США среди девочек (до 15 лет), проходивший в Огайо, но благодаря организованному сбору пожертвований Моффитт с матерью всё же поехала на турнир. Чемпионат проходил на искусственном грунте Har-Tru, с которым девочка, учившаяся играть на бетонных кортах Калифорнии, не была до этого знакома. В итоге она проиграла в четвертьфинале в одиночном разряде, но вместе с подругой по клубу Кэти Шабо сумела дойти до финала в парах.
В 1959 году Моффитт была включена в сборную США для участия в молодёжной версии Кубка Уайтмен — ежегодного традиционного матча между американской и британской женскими командами. Она участвовала в этих матчах дважды — в 1959 и 1960 годах. В рамках подготовки к матчу 1959 года молодёжная команда США, состоявшая в основном из воспитанниц калифорнийского тенниса, совершила турне по восточным штатам. Во время турне Моффитт познакомилась с тренером-любителем из Нью-Джерси Фрэнком Бреннаном. Бреннан, разглядевший потенциал 15-летней теннисистки, предрёк, что она станет лучшей в мире, и в дальнейшем тренировал Моффитт во время её приездов на восток страны, а также сопровождал её на некоторые турниры. В ходе поездки Моффитт также впервые приняла участие в чемпионате США, проиграв уже в первом круге турнира девушек, несмотря на то, что вела 1:0 по сетам и имела матчбол во втором сете. В 1960 году она уже дошла до финала чемпионата США среди девушек (до 18 лет), проиграв там Карен Хантзе (впоследствии Сасман).
После этого Билли Джин некоторое время занималась у чемпионки 1930-х годов Элис Марбл, к которой родители возили девочку каждые выходные за 40 миль от дома (в пригород Лос-Анджелеса Тарзану). Марбл, сама в годы игровой карьеры бывшая поклонницей стиля serve-and-volley, способствовала закреплению у ученицы приверженности атакующему теннису. Это сотрудничество, однако, окончилось разрывом, когда девушка несколько раз поставила под сомнение авторитет наставницы. Возможно, на Марбл повлияли также заявления Моффитт о том, что она намерена стать лучшей теннисисткой мира — это прозвучало как намёк, что она намерена превзойти свою учительницу. Как Марбл, так и знаменитая теннисная чемпионка Морин Коннолли отмечали в это время чрезмерное самомнение Моффитт и предсказывали, что оно может помешать её спортивной карьере.

### Успехи в любительском теннисе
Свой первый титул в турнирах среди взрослых Моффитт завоевала в августе 1960 года, победив Кэрол Колдуэлл в финале чемпионата Филадельфии на травяных кортах со счётом 6:1, 6:0. Спортсменке ещё не было семнадцати лет, когда в том же году она первенствовала в чемпионате США на грунтовых кортах в парном разряде вместе с Дарлин Хард. По итогам 1960 года девушка вошла в число пяти сильнейших теннисисток США согласно рейтингу, составляемому Ассоциацией лаун-тенниса Соединённых Штатов (USLTA).
В 1961 году, в свой последний год в школе, Моффитт занимала во внутреннем рейтинге USLTA четвёртое место как в одиночном, так и в парном разряде. Это позволило ей принять участие в основной сетке Уимблдонского турнира вместо того, чтобы выступать в соревнованиях девушек. Американка проиграла в первом круге в одиночном разряде Йоле Рамирес в трёх сетах. Однако в парах, где с ней играла Карен Хантзе, Моффитт завоевала чемпионский титул. В финале американки обыграли австралийскую пару Дженис Лехейн—Маргарет Смит, победительниц чемпионата Австралии. 18-летняя Хантзе и Моффитт стали самой молодой парой, выигравшей Уимблдон, за всю историю этого турнира. После возвращения в США фотография Моффитт появилась в специальном выпуске журнала Sports Illustrated «Лица в толпе». В том же году она вошла в состав взрослой сборной США в Кубке Уайтмен. В отсутствие Дарлин Хард и Нэнси Ричи, первых ракеток США, фаворитками считались британки, среди которых были победительница Уимблдона Анджела Мортимер и чемпионка Франции Энн Хейдон. Однако американская сборная, за которую играли три теннисистки моложе 19 лет, усиленные 43-летней Маргарет Осборн-Дюпон, разгромила соперниц, выиграв все четыре первых встречи матча. В дальнейшем Моффитт выступала за сборную США в Кубке Уайтмен ежегодно до 1967 года, ещё раз вернувшись в её состав в 1970 году. Американки в этот период завоёвывали трофей каждый год.
После поступления в Государственный колледж Лос-Анджелеса Моффитт тренировалась у Кэмерона (Скотти) Дидса и Джоан Джонсон. Дидс и Джонсон проводили совместные тренировки мужской и женской команд вуза, что способствовало развитию всех участников тренировок. Женская команда колледжа, где играла также Кэрол Колдуэлл, считалась сильнейшей в стране. Тем не менее, по воспоминаниям Кинг, ей оказалось непросто совмещать учёбу с выступлениями (одновременно подрабатывая в двух местах, чтобы покрыть расходы на учёбу), и в результате её результаты были далеки от оптимальных в обоих случаях. Тем не менее к лету 1962 года она всё ещё была третьей ракеткой США и снова отправилась на Уимблдон. Там в стартовом матче жеребьёвка свела её с 19-летней Маргарет Смит, уже выигравшей с начала сезона чемпионаты Австралии и Франции и считавшейся претенденткой на завоевание календарного Большого шлема. Американка решила целенаправленно играть австралийке под открытую ракетку, удар которой у Смит был менее стабильным. Она проиграла первый сет 1:6, но выиграла второй 6:3, а в третьем, проигрывая 3:5, дважды взяла геймы на подаче соперницы и одержала сенсационную победу — впервые за историю Уимблдонского турнира участница, посеянная под первым номером, проиграла первый же матч несеяной сопернице. Моффитт прошла ещё два круга, прежде чем в четвертьфинале уступить хозяйке корта Энн Хейдон. Чемпионкой в итоге стала Карен Хантзе-Сасман, в паре с Моффитт также во второй раз подряд победившая в женских парах. После этого Моффитт выбыла из борьбы уже в первом круге чемпионата США, выиграв первый сет, но затем сдав матч из-за плохого самочувствия. По итогам этого сезона, как и в предыдущем году, в рейтинге USLTA её поставили на третье место после Хард и Хантзе.
Летом 1963 года Моффитт со сборной США приняла участие в первом в истории Кубке Федерации. Американки стали первыми обладательницами этого трофея, победив в финале сборную Австралии. В этом матче Моффитт встретилась с Маргарет Смит только во встрече пар, которую выиграла с Дарлин Хард, обеспечив победу своей команде. После Кубка Федерации Моффитт, как и за год до этого, несеяная, пробилась на Уимблдоне в финал в одиночном разряде после побед над тремя сеяными соперницами (в том числе бразильянкой Марией Буэно и Энн Хейдон-Джонс), но в решающей игре уступила Смит. На чемпионате США она на этот раз дошла до 4-го круга, где её обыграла британка Дейдра Катт.
В октябре 1963 года Моффитт попала в дорожную аварию. Её автомобиль был смят, но сама она получила лишь относительно лёгкие травмы, хотя впоследствии на протяжении карьеры ей пришлось перенести несколько операций коленных суставов. Моффитт возобновила регулярные тренировки в январе, но прогресса по сравнению с прошлым годом ей добиться не удавалось: она проиграла Смит в полуфинале на Уимблдоне и Нэнси Ричи в четвертьфинале на чемпионате США. Осенью 1964 года с ней связался австралийский бизнесмен Боб Митчелл, спонсировавший Смит и ведущего теннисиста-любителя мира Роя Эмерсона. Митчелл предложил американке оплатить её поездку в Австралию и тренировки под руководством одного из лучших тренеров мира Мервина Роуза. В Австралии Моффитт тренировалась вместе со всеми ведущими местными теннисистами — Смит, Эмерсоном, Лесли Тёрнер, Робин Эбберн, Оуэном Дэвидсоном, Родом Лейвером, Кеном Розуоллом и Джоном Ньюкомбом. Значительную часть тренировок составляла физическая подготовка, и в результате американка за 4 месяца сбросила 14 фунтов (6 кг) лишнего веса. Роуз заставил молодую теннисистку укоротить замах при подаче и ударе открытой ракеткой и перестроил её хватку, что обеспечило более точную игру. Австралийский тренер также приучил Моффитт более внимательно анализировать игру соперников.
Всё ещё находясь в Австралии, Моффитт вместе с Кэрол Колдуэлл (к этому времени выступавшей под двойной фамилией Колдуэлл Гребнер) в начале 1965 года дошла до финала в Кубке Федерации, но там американки уступили хозяйкам корта, причём Моффитт проиграла личную встречу Смит. После этого они снова встретились в полуфинале чемпионата Австралии, и Смит снова оказалась сильнее. Ещё раз Смит и Моффитт сыграли осенью в финале чемпионата США, где австралийка опять одержала победу. Как и в предыдущих встречах, она не отдала Моффитт ни одного сета, хотя американка вела в обоих со счётом 5:3. В промежутке между этими поражениями Моффитт также проиграла в полуфинале Уимблдонского турнира Марии Буэно, но вместе с бразильянкой завоевала очередной титул в парном разряде. По итогам сезона она впервые заняла первое место во внутреннем рейтинге USLTA, разделив его с Нэнси Ричи.

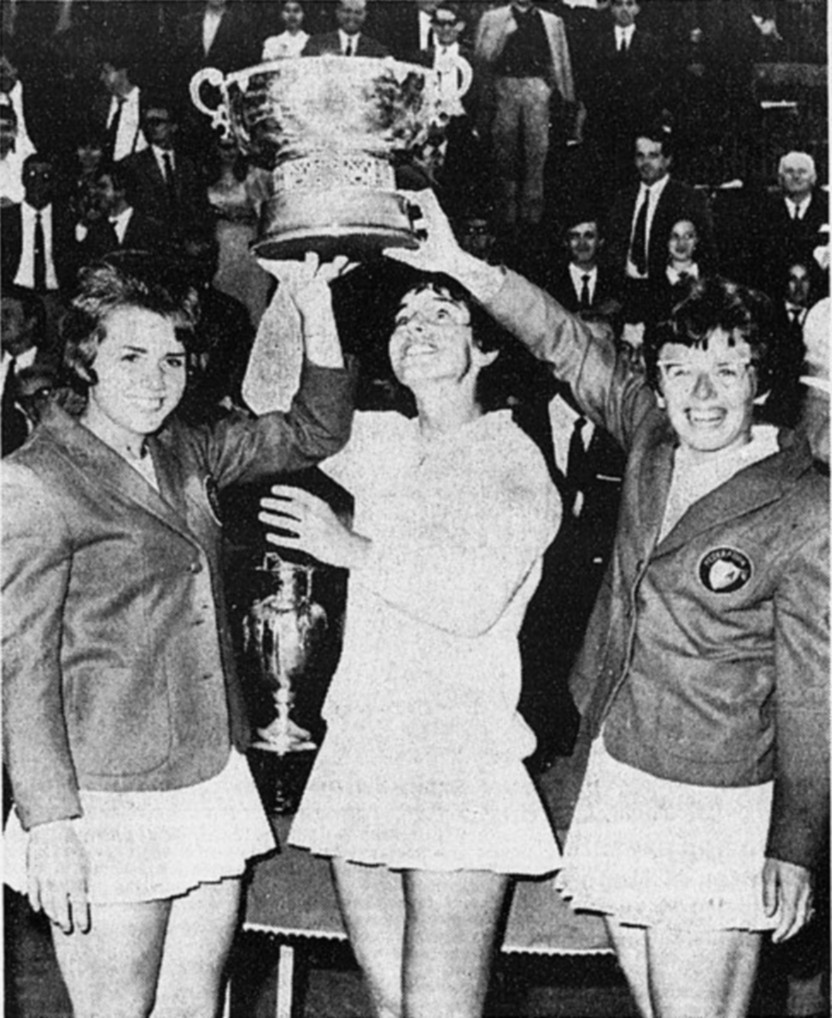
Кэрол Колдуэлл Гребнер, Джули Хелдман и Билли Джин Кинг с Кубком Федерации, 1966 год

Осенью 1965 года Билли Джин вышла замуж и в дальнейшем выступала под фамилией Кинг (см. Личная жизнь). Вскоре после свадьбы и нача́ла очередного учебного года она получила приглашение принять участие в соревнованиях в ЮАР. Приглашающая сторона покрывала расходы на дорогу и проживание, а также предлагала больше 1000 долларов в качестве бонуса — намного более значительную сумму, чем 14—28 долларов суточных, которые USLTA платила своим игрокам. Хотя в это время мировое спортивное сообщество уже предпринимало шаги по изоляции ЮАР, теннис это не затрагивало, и даже чернокожий Артур Эш ездил туда на турниры. Кинг поступила так же и в финале чемпионата Южной Африки впервые за четыре года обыграла Смит (6:3, 6:2).
В мае 1966 года Кинг со сборной США завоевала в Италии Кубок Федерации, победив по ходу турнира в личных встречах Франсуазу Дюрр и Энн Хейдон-Джонс. Отыграв несколько турниров в США, она отправилась в Англию на Кубок Уайтмен (где снова обыграла Джонс) и Уимблдонский турнир. На Уимблдоне она впервые выступила в парном разряде с 17-летней Розмари Казалс, своей будущей постоянной партнёршей на корте, и проиграла в четвертьфинале. В одиночном разряде Кинг и Смит, посеянные соответственно под 4-м и 1-м номерами, встретились в полуфинале. Американка активно использовала в этом матче свечи, не позволяя сопернице выходить к сетке, и отлично играла закрытой ракеткой, в итоге победив в двух сетах. В финале она встретилась с Буэно; хотя этот матч продолжался все три сета, наиболее эффективным оружием Кинг против менее подвижной соперницы и в нём оставались свечи и игра закрытой ракеткой. Последний сет она выиграла со счётом 6:1, завоевав первый в карьере титул в турнире Большого шлема в одиночном разряде. На чемпионате США Кинг была уже сама посеяна под 1-м номером, но из-за нервного срыва проиграла матч второго круга австралийке Керри Мелвилл.
По итогам 1966 года Кинг заняла первое место в рейтинге сильнейших теннисисток мира, ежегодно составлявшемся газетой Daily Telegraph. Между тем Маргарет Смит, заявившая, что утратила интерес к соревновательному теннису, прекратила участие в турнирах, открыв магазин модной одежды в Перте. Позже в том же году она вышла замуж за местного бизнесмена Барри Корта.
На следующий год Кинг завоевала второй подряд титул на Уимблдоне, не отдав соперницам за весь турнир ни одного сета, а затем впервые выиграла чемпионат США. В обоих случаях в финалах она побеждала Хейдон-Джонс. И на Уимблдонском турнире, и на Открытом чемпионате США в этот год американка стала абсолютной чемпионкой, завоевав также титулы в женских парах с Розмари Казалс и в миксте с Оуэном Дэвидсоном (на Уимблдоне они с Казалс установили рекорд для женских парных финалов, победив со счётом 9:11 6:4 6:2). На её счету были также победы со сборной США в Кубке Федерации и Кубке Уайтмен. По итогам года Кинг во второй раз подряд была признана лучшей теннисисткой мира и рассматривалась как кандидат на Приз Джеймса Салливана — ежегодную награду лучшему спортсмену-любителю США. Начало 1968 года было ознаменовано для американки выигрышем третьего подряд турнира Большого шлема — Открытого чемпионата Австралии. В финале она победила свою основную соперницу последних лет, вернувшуюся в большой теннис, — Маргарет Смит, теперь выступавшую под фамилией Корт.

### Первые годы Открытой эры
В своей автобиографии Кинг уделяет внимание ситуации со статусом теннисистов-любителей в США в начале 1960-х годов. По её словам, в Австралии любительский теннис располагал мощной финансовой поддержкой со стороны национальных спортивных организаций. В то же время в США USLTA проводила политику дискриминации отечественных игроков, оплачивая участие иностранцев в турнирах гораздо щедрее, чем участие американцев. Обратная ситуация наблюдалась в Старом Свете, где щедрые премиальные получали уже американские теннисисты, участвовавшие в местных турнирах, но руководство USLTA противодействовало их слишком активным выступлениям за границей. Уже в 1964 году некоторые ведущие американские теннисистки выражали открытое недовольство условиями участия в чемпионате США. Билли Джин Моффитт, посеянная под 3-м номером, предложила нескольким из них совместно отказаться от участия в турнире, но эту инициативу никто не поддержал.
Одновременно крайне отрицательно воспринимался переход теннисистов в профессионалы, так как USLTA и ряд других теннисных организаций стремились сохранить имидж тенниса как сугубо «джентльменской» игры. Несмотря на их осуждение, профессиональный теннисный тур Джека Креймера регулярно переманивал ведущих теннисистов-любителей, предлагая им контракты на значительные суммы. Результатом постоянного оттока кадров стало решение сначала Всеанглийского клуба лаун-тенниса и крокета (организатора Уимблдонского турнира), а затем и Международной федерации лаун-тенниса (ILTF) открыть, начиная с 1968 года, теннисные соревнования одновременно для любителей и профессионалов. Началась Открытая эра в теннисе.
С приходом Открытой эры Кинг получила возможность присоединиться к недавно созданной профессиональной Национальной теннисной лиге. С нею был подписан двухлетний контракт на сумму 80 тысяч долларов; среди других женщин, участвовавших в туре лиги, были Энн Хейдон-Джонс, Франсуаза Дюрр и Розмари Казалс. Лига, однако, обанкротилась ещё до конца первого сезона своего существования, проиграв конкурентную борьбу лучше финансируемой ассоциации World Championship Tennis. Последняя была чисто мужской организацией, и места для женщин-профессионалов в ней не было.
Выступления в Национальной теннисной лиге в 1968 году Кинг совмещала с игрой в привычных турнирах, теперь открытых как для любителей, так и для профессионалов. Напряжённый график выступлений начал отрицательно сказываться на её здоровье — к обычным проблемам с коленями добавилась вызванная стрессом астма. На первом Открытом чемпионате Франции она обыграла в четвертьфинале Марию Буэно и в полуфинальном матче вела 1:0 по сетам у Нэнси Ричи, но та отлично провела следующие два сета и добилась победы, затем в финале обыграв Хейдон-Джонс. Таким образом, Кинг не удалось стать одновременной обладательницей титулов во всех четырёх турнирах Большого шлема. Затем, однако, она снова первенствовала на Уимблдоне, победив в финале Джуди Тегарт со счётом 9:7, 7:5. Кинг стала первой теннисисткой со времён Морин Коннолли, выигравшей Уимблдонский турнир в одиночном разряде три года подряд. В Открытом чемпионате США она дошла до финала, где уступила британке Вирджинии Уэйд, но сохранила за собой первое место в ежегодном рейтинге в третий раз подряд.
Помимо участия в профессиональном туре и традиционных турнирах, Кинг вместе с мужем самостоятельно организовала свой первый профессиональный турнир. В соревновании, проходившем в Окленде, участвовали четыре мужчины и четыре женщины из Национальной теннисной лиги, и такое же количество участников «со стороны» было приглашено специально. Среди женщин-участниц была и 40-летняя Алтея Гибсон — первая чернокожая победительница турниров Большого шлема, не выступавшая в официальных турнирах уже много лет. Ларри Кинг вложил в организацию турнира 5000 долларов собственных денег — все семейные сбережения, но остался в прибыли: соревнование принесло около пяти тысяч долларов дохода.
К моменту поражения от Уэйд в финале Открытого чемпионата США проблемы с левым коленом у Кинг усугубились настолько, что сразу после турнира ей пришлось перенести операцию. Однако уже через месяц она возобновила тренировки и к следующему году набрала достаточную форму, чтобы участвовать в Открытом чемпионате Австралии. Несмотря на то, что она оставалась одной из сильнейших теннисисток мира, новых титулов в турнирах Большого шлема в одиночном разряде этот год не принёс. В финале Открытого чемпионата Австралии американку со счётом 6:4, 6:1 разгромила Маргарет Корт. В четвертьфинале Открытого чемпионата Франции её в двух сетах победила Лесли Тёрнер-Боури, к тому моменту уже дважды выигрывавшая этот турнир. После этого Кинг уступила в финале Уимблдонского турнира Хейдон-Джонс, а в четвертьфинале Открытого чемпионата США — Нэнси Ричи, которая в свою очередь в финале проиграла Корт.
В финале Уимблдонского турнира 1970 года Кинг встретилась с Корт, которая к тому моменту победила в Открытых чемпионатах Австралии и Франции и была на полпути к завоеванию календарного Большого шлема. К этому моменту они несколько раз встречались в турнирах менее высокого ранга с переменным успехом — Корт победила в Далласе, Филадельфии и Дурбане, а Кинг в Сиднее. В первом сете американка трижды брала подачу соперницы, каждый раз отдавая после этого свою, и в итоге Корт выиграла его со счётом 14:12. В начале второго сета соперницы обменялись проигранными геймами на своей подаче, а затем долгое время поочерёдно брали геймы, пока Корт не выиграла сет и матч на своём шестом матчболе — 11:9. Этот матч, состоявший из 46 геймов и продолжавшийся 2 часа 27 минут, стал самым длинным в истории женских соревнований на Уимблдоне, а его первый сет — рекордным по количеству геймов в финалах как у женщин, так и у мужчин. Сразу после этого Кинг снова легла на операцию колена (на сей раз правого), и на Открытом чемпионате США Корт в финале в трёх сетах победила Розмари Казалс, став второй женщиной в истории, завоевавшей Большой шлем в одиночном разряде.

### Женский профессиональный тур, «Битва полов» и World Team Tennis
Хотя к концу 1960-х годов мужской профессиональный теннис уже стал обыденным явлением, у женщин дело обстояло иначе. Женские гонорары на теннисных турнирах не шли ни в какое сравнение с мужскими, а во многих крупных турнирах женская сетка отсутствовала полностью. Идея профессионального женского тенниса была чужда и руководству WCT, и создателям новых организаций игроков — Международной ассоциации игроков (1969) и Ассоциации теннисистов-профессионалов (1972). В это время Кинг проявила себя как последовательный борец за достойную оплату выступлений женщин-теннисисток. В 1970 году она стала одной из нескольких спортсменок, которые в знак протеста против низких призовых основали отдельный профессиональный теннисный тур. Его спонсировала табачная фирма Philip Morris, и он надолго стал известен как тур Virginia Slims. Первый турнир нового тура прошёл в Хьюстоне в конце сентября 1970 года, параллельно Pacific Southwest Championships — турниру, в котором его организатор Джек Креймер предлагал участницам-женщинам почти вдесятеро более низкие призовые, чем мужчинам. Кинг, бывшая основной движущей силой демарша теннисисток, ещё не оправилась после операции и проиграла в первом же круге, но сам турнир в финансовом отношении оказался успешным.
Независимая позиция, занятая теннисистками, получившими прозвище «Оригинальная девятка» (англ. Original 9), вызвала гнев USLTA, дисквалифицировавшей участниц тура Virginia Slims и запретившей им участие в сборной США в Кубке Федерации и Кубке Уайтмен. Санкции, наложенные на основательниц профессионального тура, заставили многих ведущих теннисисток, в том числе Маргарет Корт и Вирджинию Уэйд, а также молодых Ивонн Гулагонг и Крис Эверт, отказаться от участия в нём и продолжить выступать в традиционных турнирах под эгидой USLTA.
Тем не менее тур Virginia Slims привлекал достаточно игроков и зрителей, чтобы оставаться финансово успешным: в 1971 году общая сумма призовых в его турнирах достигла 310 тысяч долларов, а в 1973 году — 750 тысяч. Кинг выиграла первые пять турниров в сезоне 1971 года, а всего за год победила в 17 турнирах из 31, в которых участвовала, с балансом побед и поражений 112-13 (ещё 22 титула были завоёваны в парном разряде). По итогам сезона она стала первой женщиной-теннисисткой, которой в течение года удалось выиграть более 100 000 долларов. В турнирах Большого шлема она по-прежнему уступала соперницам из Австралии: и в Открытом чемпионате Австралии, и в Уимблдонском турнире в финале играли Маргарет Корт и её соотечественница Ивонн Гулагонг (обыгравшая Кинг в полуфинале на Уимблдоне). Лишь на Открытом чемпионате США 1971 года Кинг завоевала первый титул в турнирах Большого шлема с 1968 года. В полуфинале турнира она в двух сетах победила 16-летнюю Крис Эверт, выигравшую к тому моменту больше 40 матчей подряд и не проигрывавшую 7 месяцев, а в финале, также в двух сетах, — Розмари Казалс. Как потом оказалось, этот финал остался единственным, в котором две постоянных партнёрши в парном разряде встретились между собой. Кинг окончила сезон на втором месте в рейтинге Daily Telegraph, уступив только Гулагонг.
В начале 1972 года Кинг впервые задумалась об окончании игровой карьеры. В своей автобиографии она пишет, что активная общественная жизнь отрицательно влияла на качество её игры; в феврале, в частности, в матче против Эверт она сумела взять лишь один гейм. Она пропустила Открытый чемпионат Австралии из-за обязательств перед туром Virginia Slims, но затем весной завоевала свой первый (и, как оказалось, единственный) титул на Открытом чемпионате Франции, победив в финале в двух сетах Гулагонг. В этом же составе разыгрывался финал и на Уимблдонском турнире, и американка снова оказалась сильнее (при этом оба финала завершились с одинаковым счётом 6:3, 6:3). На Открытом чемпионате США она выиграла свой третий турнир Большого шлема за год, не отдав соперницам за весь турнир ни одного сета, в том числе в полуфинале против Корт, и снова обеспечила себе первое место в мировом рейтинге по итогам сезона. При этом Кинг получила за победу в Открытом чемпионате США 10 тысяч долларов против 25 тысяч, полученных чемпионом среди мужчин Илие Настасе. В итоге спортсменка объявила, что она и другие теннисистки-профессионалы будут бойкотировать этот турнир в следующем году, если суммы призовых не будут уравнены. Это заявление было подкреплено основанием Женской теннисной ассоциации (WTA), первым президентом которой стала Кинг. Результатом этих шагов уже в 1973 году стали равные призовые для женщин и мужчин на Открытом чемпионате США. Кроме того, по итогам 1972 года журнал Sports Illustrated назвал Кинг спортсменом года, разделив этот титул между ней и баскетбольным тренером Джоном Вуденом. Она стала первой женщиной — спортсменом года по версии Sports Illustrated.
В полуфинале Уимблдонского турнира 1973 года Кинг победила в трёх сетах Ивонн Гулагонг, несмотря на то, что австралийке удалось отыграть семь матчболов. В финале она играла с Крис Эверт, победившей во втором полуфинале Корт, и завоевала свой пятый титул на этом турнире в двух сетах, первый из которых выиграла «на ноль». Кинг также снова победила в женском парном разряде с Розмари Казалс и в смешанных парах с Оуэном Дэвидсоном, во второй раз за карьеру став абсолютной чемпионкой Уимблдонского турнира. На Открытом чемпионате США перед встречей четвёртого круга с Джули Хелдман она заболела гриппом и проводила матч после укола пенициллина. Кинг выиграла первый сет и вела во втором 4:1, но после этого не сумела взять ни одного гейма, в итоге сдав игру при счёте 0:4 в третьем сете.

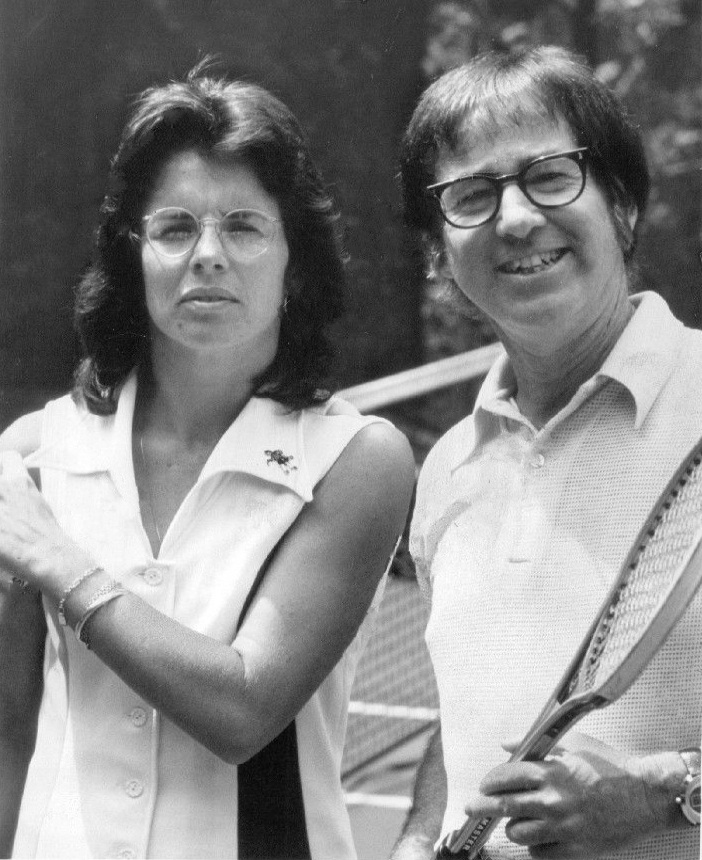
Кинг и Бобби Риггс, 1973 год

Однако к этому моменту результаты в турнирах Большого шлема отошли для Кинг на второй план: её следующий матч мог определить судьбу женского профессионального тенниса и женского спорта в целом на годы вперёд. Среди мужчин, критиковавших равные призовые для женщин-теннисисток, выделялся чемпион Уимблдонского турнира 1939 года Бобби Риггс, который был старше Кинг на 25 лет. Чтобы доказать, что женский теннис уступает мужскому и, соответственно, не заслуживает равных гонораров за выступления, он провёл показательный матч против Маргарет Смит-Корт, постоянной соперницы Кинг в женских турнирах, и разгромил её со счётом 6:2, 6:1. После этого уже самой Кинг пришлось принять вызов Риггса, чтобы отстоять престиж женского тенниса. Их матч, победитель которого получал 100 тысяч долларов, получил в прессе название «Битва полов». Риггс, старательно готовившийся к игре против Корт, перед вторым матчем уделял мало внимания тренировкам, сосредоточившись на публичных выступлениях, изобиловавших провокационными высказываниями. В результате к матчу он подошёл в плохой физической форме. Кинг, напротив, напряжённо тренировалась и в день матча, собравшего 30 тысяч зрителей на трибунах хьюстонского «Астродома» и 50-миллионую телевизионную аудиторию, уверенно обыграла соперника — 6:4, 6:3, 6:3.
Победа Кинг дала толчок развитию женского спорта в США, долгое время практически лишённого финансирования. Этому также способствовала принятая за год до этого поправка в трудовом законодательстве, гарантировавшая равные права на трудоустройство вне зависимости от пола и известная как «Раздел IX». В 1973 году Кинг выступила перед Конгрессом во время обсуждения дополнения к этой поправке, получившего название «Закон о равенстве женщин в образовании» (англ. Women's Educational Equity Act). Для самой Кинг выросшая популярность тенниса в целом и женского тенниса в частности предоставила новые возможности. Вместе с мужем она стала соосновательницей профессиональной командной лиги World Team Tennis (WTT). Эта профессиональная лига была первой в мире, где играли спортсмены обоих полов. В рамках WTT Кинг стала первой женщиной, тренировавшей профессиональную команду с участием мужчин. Она заняла место играющего тренера в клубе «Филадельфия Фридомз», а затем его примеру последовала команда из Детройта, предложившая аналогичную позицию Розмари Казалс. В первый год проведения игры лиги из 16 команд, проходившие с мая по август с перерывами на турниры Большого шлема, собрали 5 миллионов зрителей; несмотря на это, лига в целом понесла в первый год значительные убытки, и во второй сезон число команд в ней сократилось до десяти. «Филадельфия Фридомз» прекратила своё существование, и с 1975 года Кинг выступала за клуб «Нью-Йорк Сетс».
Помимо WTT, вскоре после матча с Риггсом Кинг основала также благотворительный Фонд женского спорта, первым взносом в который стали 5 тысяч долларов, полученных ею за участие в телешоу «Кавалькада чемпионов». В том же году они с Ларри начали выпуск глянцевого журнала womenSports. Несмотря на экономический спад в США, из-за которого большинство СМИ, основанных в том же году, вскоре закрылись, womenSports избежал этой судьбы. Первоначальный тираж журнала составлял 115 тысяч экземпляров, но спрос позволил вскоре поднять его до 200 тысяч. В первых нескольких выпусках Билли Джин Кинг уделялось непропорционально много внимания, что вызвало даже жалобы читателей. После этого редакционный совет фактически стал придерживаться обратной тактики, насколько возможно исключив личные отсылки к своей совладелице. По оценке Wall Street Journal, суммарные доходы Кинг за 1973 год (включая «Битву полов», призовые на профессиональных турнирах и спонсорские контракты с Adidas, Wilson, Colgate и другими фирмами) достигли полумиллиона долларов, а на следующий год приближались к миллиону.
В 31 год теннисистка, одновременно с выступлениями занятая ведением нескольких бизнесов и администрированием WTA, начала снова задумываться о том, чтобы постепенно прекратить игровую карьеру в одиночном разряде, сосредоточившись только на парной игре. Она также подготовила WTA к смене президента — её сменила на этом посту Крис Эверт — и подписала контракт с телевизионной компанией ABC как спортивный комментатор. Тем не менее во второй половине 1974 года Кинг в четвёртый раз стала победительницей Открытого чемпионата США в одиночном разряде, обыграв в финале Гулагонг. Австралийка перед этим вывела из борьбы Эверт, с марта одержавшую 55 побед подряд, а Кинг взяла реванш у Хелдман за поражение 1973 года. Первый сет финала выиграла Гулагонг, второй — Кинг с одинаковым счётом 6:3. Затем австралийка повела в решающем сете 3:0, но на своей подаче допустила сразу две двойных ошибки и дала сопернице сравнять счёт. Взяв ещё одну подачу Гулагонг, американка имела возможность завершить игру на своей подаче при счёте 5:4, но теперь уже Гулагонг сумела отыграться, взяв гейм на чужой подаче всухую. Последние два гейма, однако, остались за американкой, взявшей восемь из девяти последних очков. Она выиграла также турнир женских пар с Казалс и по итогам сезона заняла в рейтинге второе место после Эверт.

### Последние годы выступлений
Кинг пришлось отложить планируемое завершение одиночной карьеры из-за убытков, которые нёс журнал womenSports. Он финансировался в основном из личных средств супругов Кинг и в первый год издания понёс убытков на миллион долларов. Убыточной оказалась и сеть теннисных школ TennisAmerica — ещё один бизнес-проект Кингов. Чтобы покрыть убытки, Билли-Джин пришлось продолжать играть в турнирах с большим призовым фондом в одиночном разряде. Она, в частности, завоевала свой шестой титул на Уимблдонском турнире, победив в полуфинале в трёх сетах Эверт, а в финале — Гулагонг, которой за два сета отдала только один гейм. Шестой титул Кинг в женском одиночном разряде стал повторением рекорда Уимблдонского турнира, принадлежавшего Сюзанн Ленглен. Кроме того, эта победа была для Кинг уже 19-й на Уимблдоне во всех разрядах — также повторение рекорда турнира, которым владела Элизабет Райан, всех своих побед добившаяся в парных разрядах.
После Уимблдонского турнира 1975 года Кинг действительно на некоторое время прервала выступления в одиночном разряде, пропустив, в частности, Открытый чемпионат США в этом году и Уимблдонский турнир в следующем. Однако она чувствовала, что по-прежнему сохраняет хорошую форму, и согласилась на предложение выступить за сборную США в Кубке Федерации как играющий тренер. В итоге в августе 1976 года она за одну неделю стала чемпионкой WTT с «Нью-Йорк Сетс» и обладательницей Кубка Федерации с командой США, за 48 часов сыграв восемь сетов в пяти матчах в одиночном и парном разряде и не отдав за это время соперникам ни одного сета.

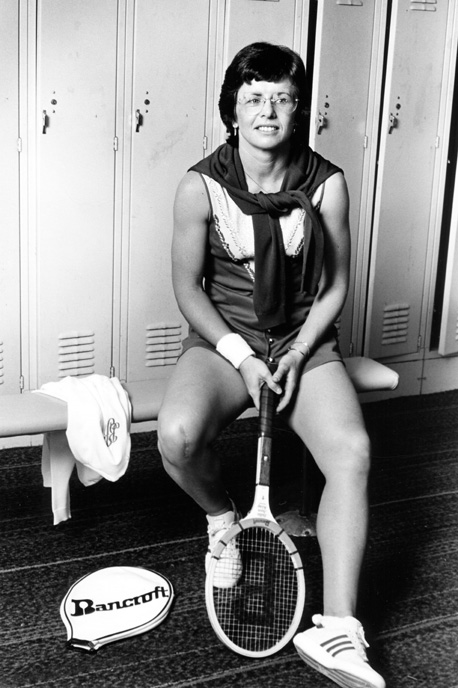
Кинг летом 1978 года

В сезоне 1977 года Кинг выступала достаточно успешно, чтобы по его итогам занять второе место в рейтинге WTA, уступив только Эверт. В своей автобиографии она вспоминает, однако, что в этот период часто срывалась на корте, ругаясь с судьями и устраивая истерики в раздевалке. Перепадам настроения способствовали непрекращающиеся проблемы с пищеварением и сложности в интимной жизни (см. Личная жизнь). В 1978 году Кинг проиграла Эверт в четвертьфинале на Уимблдоне, а на Открытом чемпионате США играла только в паре с Мартиной Навратиловой, завоевав очередной титул. В декабре того же года она снова перенесла операцию, на этот раз в связи с плантарным фасциитом. Благодаря настойчивости Навратиловой она возобновила в 1979 году выступления в парном разряде и завоевала с нею свой 20-й титул на Уимблдоне, побив рекорд Элизабет Райан (впоследствии этот результат повторила также сама Навратилова).
Осенью 1979 года Кинг сформировала пару с Иланой Клосс, выиграв с ней несколько турниров в парном разряде; ей также удалось обыграть Навратилову, на тот момент первую ракетку мира, в финале в одиночном разряде в Хьюстоне. После этого сотрудничество Кинг с Навратиловой в парном разряде возобновилось. Они дошли до полуфинала Уимблдонского турнира 1980 года, а затем выиграли Открытый чемпионат США. Этот титул, 39-й на турнирах Большого шлема, стал последним в карьере Кинг. Открытый чемпионат США также стал последним турниром, на котором они с Навратиловой выступали вместе: до конца года Кинг перенесла две операции, а к моменту, когда она вернулась на корт, Навратилова уже составила пару с Пэм Шрайвер. В итоге Кинг летом 1981 года впервые за 20 лет полностью отказалась от участия в Уимблдонском турнире, вместо этого по договорённости с компанией NBC заняв место в комментаторской кабине.
В 1981 году разразился скандал вокруг связи Кинг с Мэрилин Барнетт (см. Личная жизнь), который обернулся для теннисистки новыми финансовыми проблемами. От неё отказались многие спонсоры, в том числе фармацевтическая компания E. R. Squibb & Sons, производитель одежды Murjani Jeans и производитель ракеток Yonex; компания Nike попыталась значительно снизить сумму контракта, который Кинг в итоге предпочла не продлевать совсем. В первые два месяца после публичного признания в супружеской измене и гомосексуальной связи она потеряла спонсорские контракты на сумму в полмиллиона долларов, а в более долгосрочной перспективе — на несколько миллионов. Эти потери заставили спортсменку снова отложить завершение игровой карьеры и продолжить выступления. В 1981 году она пропустила Уимблдонский турнир (на котором вместе с Диком Энбергом и Бадом Коллинзом комментировала финальный матч в мужском одиночном разряде между Бьорном Боргом и Джоном Макинроем) и Открытый чемпионат США, но позже вернулась на корт, в том числе в паре с Клосс.
И в 1982, и в 1983 году — соответственно в возрасте 38 и 39 лет — Кинг удалось дойти до полуфинала Уимблдонского турнира в одиночном разряде. При этом в первый год она нанесла в четвертьфинале поражение 19-летней Трэйси Остин — двукратной победительнице Открытого чемпионата США, уже успевшей побывать первой ракеткой мира. На протяжении этих двух лет она сохраняла место в первой двадцатке рейтинга WTA. В 1983 году Кинг стала самой возрастной теннисисткой, завоевавшей титул в турнирах WTA, в возрасте 39 лет, 7 месяцев и 23 дней обыграв в финале турнира в Бирмингеме Алисию Молтон 6:0, 7:5.
Кинг окончательно завершила игровую карьеру в декабре 1983 года. Она вернулась на корт один раз спустя 7 лет, чтобы сыграть в паре с 13-летней Дженнифер Каприати в дебютном для той профессиональном турнире в Бока-Ратоне; они сумели выиграть свой первый матч, но выбыли из борьбы в следующем круге.

## Финалы турниров Большого шлема за карьеру

### Одиночный разряд (18)

#### Победы (12)
| Год  | Турнир                     | Покрытие | Соперница в финале | Счёт в финале |
| ---- | -------------------------- | -------- | ------------------ | ------------- |
| 1966 | Уимблдонский турнир        | Трава    | Мария Буэно        | 6-3 3-6 6-1   |
| 1967 | Уимблдонский турнир (2)    | Трава    | Энн Хейдон-Джонс   | 6-3 6-4       |
| 1967 | Чемпионат США              | Трава    | Энн Хейдон-Джонс   | 11-9 6-4      |
| 1968 | Чемпионат Австралии        | Трава    | Маргарет Корт      | 6-1 6-2       |
| 1968 | Уимблдонский турнир (3)    | Трава    | Джуди Тегарт       | 9-7 7-5       |
| 1971 | Открытый чемпионат США (2) | Трава    | Розмари Казалс     | 6-4 7-6       |
| 1972 | Открытый чемпионат Франции | Грунт    | Ивонн Гулагонг     | 6-3 6-3       |
| 1972 | Уимблдонский турнир (4)    | Трава    | Ивонн Гулагонг     | 6-3 6-3       |
| 1972 | Открытый чемпионат США (3) | Трава    | Керри Мелвилл      | 6-3 7-5       |
| 1973 | Уимблдонский турнир (5)    | Трава    | Крис Эверт         | 6-0 7-5       |
| 1974 | Открытый чемпионат США (4) | Трава    | Ивонн Гулагонг     | 3-6 6-3 7-5   |
| 1975 | Уимблдонский турнир (6)    | Трава    | Ивонн Гулагонг     | 6-0 6-1       |

#### Поражения (6)
| Год  | Турнир                       | Покрытие | Соперница в финале | Счёт в финале |
| ---- | ---------------------------- | -------- | ------------------ | ------------- |
| 1963 | Уимблдонский турнир          | Трава    | Маргарет Смит      | 3-6 4-6       |
| 1965 | Чемпионат США                | Трава    | Маргарет Смит      | 6-8 5-7       |
| 1968 | Открытый чемпионат США (2)   | Трава    | Вирджиния Уэйд     | 4-6 2-6       |
| 1969 | Открытый чемпионат Австралии | Трава    | Маргарет Корт      | 4-6 1-6       |
| 1969 | Уимблдонский турнир (2)      | Трава    | Энн Хейдон-Джонс   | 6-3 3-6 2-6   |
| 1970 | Уимблдонский турнир (3)      | Трава    | Маргарет Корт      | 12-14 9-11    |

### Женский парный разряд (29)

#### Победы (16)
| Год  | Турнир                     | Покрытие | Партнёрша           | Соперницы в финале                 | Счёт в финале |
| ---- | -------------------------- | -------- | ------------------- | ---------------------------------- | ------------- |
| 1961 | Уимблдонский турнир        | Трава    | Карен Сасман        | Дженис Лехейн Маргарет Смит        | 6-3 6-4       |
| 1962 | Уимблдонский турнир (2)    | Трава    | Карен Сасман        | Сандра Рейнольдс Рене Схурман      | 5-7 6-3 7-5   |
| 1964 | Чемпионат США              | Трава    | Карен Сасман        | Маргарет Смит Лесли Тёрнер         | 3-6 6-2 6-4   |
| 1965 | Уимблдонский турнир (3)    | Трава    | Мария Буэно         | Франсуаза Дюрр Жанин Льеффриг      | 6-2 7-5       |
| 1967 | Уимблдонский турнир (4)    | Трава    | Розмари Казалс      | Мария Буэно Нэнси Ричи             | 9-11 6-4 6-2  |
| 1967 | Чемпионат США (2)          | Трава    | Розмари Казалс      | Донна Фейлз Мэри-Энн Эйзел         | 4-6 6-3 6-4   |
| 1968 | Уимблдонский турнир (5)    | Трава    | Розмари Казалс      | Франсуаза Дюрр Энн Хейдон-Джонс    | 3-6 6-4 7-5   |
| 1970 | Уимблдонский турнир (6)    | Трава    | Розмари Казалс      | Франсуаза Дюрр Вирджиния Уэйд      | 6-2 6-3       |
| 1971 | Уимблдонский турнир (7)    | Трава    | Розмари Казалс      | Ивонн Гулагонг Маргарет Корт       | 6-3 6-2       |
| 1972 | Открытый чемпионат Франции | Грунт    | Бетти Стове         | Нелл Трумэн Винни Шо               | 6-1 6-2       |
| 1972 | Уимблдонский турнир (8)    | Трава    | Бетти Стове         | Франсуаза Дюрр Джуди Тегарт-Далтон | 6-2 4-6 6-3   |
| 1973 | Уимблдонский турнир (9)    | Трава    | Розмари Казалс      | Франсуаза Дюрр Бетти Стове         | 6-1 4-6 7-5   |
| 1974 | Открытый чемпионат США (3) | Трава    | Розмари Казалс      | Франсуаза Дюрр Бетти Стове         | 7-6 6-7 6-4   |
| 1978 | Открытый чемпионат США (4) | Хард     | Мартина Навратилова | Керри Мелвилл-Рид Венди Тёрнбулл   | 7-6 6-4       |
| 1979 | Уимблдонский турнир (10)   | Трава    | Мартина Навратилова | Бетти Стове Венди Тёрнбулл         | 5-7 6-3 6-2   |
| 1980 | Открытый чемпионат США (5) | Хард     | Мартина Навратилова | Бетти Стове Пэм Шрайвер            | 7-6 7-5       |

#### Поражения (13)
| Год  | Турнир                           | Покрытие | Партнёрша           | Соперницы в финале                | Счёт в финале |
| ---- | -------------------------------- | -------- | ------------------- | --------------------------------- | ------------- |
| 1962 | Чемпионат США                    | Трава    | Карен Хантзе        | Мария Буэно Дарлин Хард           | 6-4 3-6 2-6   |
| 1964 | Уимблдонский турнир              | Трава    | Карен Сасман        | Маргарет Смит Лесли Тёрнер        | 5-7 2-6       |
| 1965 | Чемпионат Австралии              | Трава    | Робин Эбберн        | Маргарет Смит Лесли Тёрнер        | 6-1 2-6 3-6   |
| 1965 | Чемпионат США (2)                | Трава    | Карен Сасман        | Кэрол Колдуэлл Гребнер Нэнси Ричи | 4-6 4-6       |
| 1966 | Чемпионат США (3)                | Трава    | Розмари Казалс      | Мария Буэно Нэнси Ричи            | 3-6 4-6       |
| 1968 | Открытый чемпионат Франции       | Грунт    | Розмари Казалс      | Франсуаза Дюрр Энн Хейдон-Джонс   | 5-7 6-4 4-6   |
| 1968 | Открытый чемпионат США (4)       | Трава    | Розмари Казалс      | Мария Буэно Маргарет Корт         | 6-4 7-9 6-8   |
| 1969 | Открытый чемпионат Австралии (2) | Трава    | Розмари Казалс      | Маргарет Корт Джуди Тегарт        | 4-6 4-6       |
| 1970 | Открытый чемпионат Франции (2)   | Грунт    | Розмари Казалс      | Франсуаза Дюрр Гейл Шанфро        | 1-6 6-3 3-6   |
| 1973 | Открытый чемпионат США (5)       | Трава    | Розмари Казалс      | Маргарет Корт Вирджиния Уэйд      | 6-3 3-6 5-7   |
| 1975 | Открытый чемпионат США (6)       | Грунт    | Розмари Казалс      | Маргарет Корт Вирджиния Уэйд      | 5-7 6-2 6-7   |
| 1976 | Уимблдонский турнир (2)          | Трава    | Бетти Стове         | Мартина Навратилова Крис Эверт    | 1-6 6-3 5-7   |
| 1979 | Открытый чемпионат США (7)       | Хард     | Мартина Навратилова | Бетти Стове Венди Тёрнбулл        | 5-7 3-6       |

### Смешанный парный разряд (18)

#### Победы (11)
| Год  | Турнир                         | Покрытие | Партнёр       | Соперники в финале             | Счёт в финале |
| ---- | ------------------------------ | -------- | ------------- | ------------------------------ | ------------- |
| 1967 | Чемпионат Франции              | Грунт    | Оуэн Дэвидсон | Энн Хейдон-Джонс Ион Цириак    | 6-3 6-1       |
| 1967 | Уимблдонский турнир            | Трава    | Оуэн Дэвидсон | Мария Буэно Кен Флетчер        | 7-5 6-2       |
| 1967 | Чемпионат США                  | Трава    | Оуэн Дэвидсон | Розмари Казалс Стэн Смит       | 6-3 6-2       |
| 1968 | Чемпионат Австралии            | Трава    | Дик Крили     | Маргарет Корт Аллан Стоун      | без игры      |
| 1970 | Открытый чемпионат Франции (2) | Грунт    | Боб Хьюитт    | Франсуаза Дюрр Жан-Клод Баркле | 3-6 6-4 6-2   |
| 1971 | Уимблдонский турнир (2)        | Трава    | Оуэн Дэвидсон | Маргарет Корт Марти Риссен     | 3-6 6-2 15-13 |
| 1971 | Открытый чемпионат США (2)     | Трава    | Оуэн Дэвидсон | Бетти Стове Роб Мод            | 6-3 7-5       |
| 1973 | Уимблдонский турнир (3)        | Трава    | Оуэн Дэвидсон | Дженет Ньюберри Рауль Рамирес  | 6-3 6-2       |
| 1973 | Открытый чемпионат США (3)     | Трава    | Оуэн Дэвидсон | Маргарет Корт Марти Риссен     | 6-3 3-6 7-6   |
| 1974 | Уимблдонский турнир (4)        | Трава    | Оуэн Дэвидсон | Лесли Чарлз Марк Фаррелл       | 6-3 9-7       |
| 1976 | Открытый чемпионат США (4)     | Грунт    | Фил Дент      | Бетти Стове Фрю Макмиллан      | 3-6 6-2 7-5   |

#### Поражения (7)
| Год  | Турнир                     | Покрытие | Партнёр          | Соперники в финале             | Счёт в финале |
| ---- | -------------------------- | -------- | ---------------- | ------------------------------ | ------------- |
| 1966 | Уимблдонский турнир        | Трава    | Деннис Ралстон   | Маргарет Смит Кен Флетчер      | 6-4 3-6 3-6   |
| 1968 | Открытый чемпионат Франции | Грунт    | Оуэн Дэвидсон    | Франсуаза Дюрр Жан-Клод Баркле | 1-6 4-6       |
| 1975 | Открытый чемпионат США     | Грунт    | Фред Столл       | Розмари Казалс Дик Стоктон     | 3-6 6-7       |
| 1977 | Открытый чемпионат США (2) | Грунт    | Витас Герулайтис | Бетти Стове Фрю Макмиллан      | 2-6 6-3 3-6   |
| 1978 | Уимблдонский турнир (2)    | Трава    | Рэй Раффлз       | Бетти Стове Фрю Макмиллан      | 2-6 2-6       |
| 1978 | Открытый чемпионат США (3) | Хард     | Рэй Раффлз       | Бетти Стове Фрю Макмиллан      | 3-6 6-7       |
| 1983 | Уимблдонский турнир (3)    | Трава    | Стив Дентон      | Венди Тёрнбулл Джон Ллойд      | 7-6 6-7 5-7   |

## Игровой стиль
На сайте Международного зала теннисной славы Билли Джин Кинг названа самой универсальной теннисисткой в истории, успешно игравшей по всему корту. Отмечаются одновременно её цепкость и упорство у сетки и точность дальних ударов, а также очень высокая скорость перемещения по корту. Эта универсальность превращала американку в идеальную партнёршу в парной игре, о чём свидетельствуют 16 титулов, завоёванных ею в женском парном разряде (7 из них с Розмари Казалс) и 11 — в миксте (8 из них с Оуэном Дэвидсоном). Кинг также была ответственным игроком, способным добиваться побед в тяжёлых для команды ситуациях. В итоге, сыграв девять сезонов в сборной США в Кубке Федерации, она каждый раз как минимум выходила с ней в финал, завоевав этот трофей семь раз, а в Кубке Уайтмен против соперниц из Великобритании выиграла девять из десяти встреч. В юности теннисистка могла жертвовать непосредственным результатом игры ради красоты, казавшейся ей самым привлекательным компонентом тенниса. Это отношение изменилось после тренировок в Австралии, когда Мервин Роуз, убеждённый сторонник статистического подхода к игре, приучил американку выбирать не самые эффектные, а самые эффективные решения.
Биограф Марти Гитлин отмечает, что у Кинг сложился постоянный ритуал перед подачей. Она делала четыре глубоких вдоха, чтобы успокоиться и сосредоточиться, и дважды ударяла мячом о корт перед тем, как подбросить его в воздух для подачи. Если она нервничала или чувствовала, что не сосредоточилась достаточно, ритуал повторялся.

## Дальнейшая карьера и общественная деятельность
После завершения игровой карьеры, в 1984 году, Кинг заняла пост комиссара World Team Tennis, став первой в истории женщиной на посту комиссара профессиональной спортивной лиги. В 1995—1996 и с 1998 по 2003 год она была неиграющим капитаном сборной США в Кубке Федерации и за это время завоевала с командой этот трофей три раза (в 1996, 1999 и 2000 годах). Кинг тренировала также женские олимпийские теннисные сборные США перед Играми 1996 и 2000 годов, на которых американки завоевали золотые медали. С 1989 года на протяжении шести лет она входила в тренерскую команду Мартины Навратиловой, которая в это время в девятый раз победила в одиночном разряде на Уимблдонском турнире. Сотрудничала в качестве теннисного комментатора с несколькими ведущими телевизионными сетями.
Хотя Кинг, особенно в годы игровой карьеры, часто возражала против того, чтобы её определяли как феминистку, и критиковала некоторые крайние внешние проявления второй волны феминизма, она играла важную роль в продвижении идеи равенства женщин, последовательно выступая в поддержку Раздела IX. В первом же выпуске её журнала womenSports этой поправке было уделено много внимания, а её формулировка была названа «37 словами, которые изменят мир». В 1977 году она была в числе организаторов Национальной женской конференции в Хьюстоне. Основанный Кинг вместе с Донной де Вароной и Сюзи Чаффи в 1974 году Фонд женского спорта начал активную работу два года спустя, поддерживая развитие женских спортивных программ в вузах и привлекая к своей деятельности многочисленных известных спортсменок. Роль Кинг в развитии женского спорта не ограничивается теннисом. Её заслуги в успехах женского спорта высоких достижений, в том числе профессионального, отмечают, в частности, легкоатлетка Уилли Уайт и баскетболистка Нэнси Либерман.
В 2014 году была основана «Лидерская инициатива Билли Джин Кинг» (англ. Billie Jeab King Leadership Initiative), перед которой ставились задачи борьбы за равенство возможностей трудоустройства и равную заработную плату для женщин и этнических меньшинств. Кинг сыграла также положительную роль в получившем широкую огласку эпизоде с Рене Ричардс — теннисисткой-транссексуалкой, в середине 1970-х годов боровшейся за право участвовать в профессиональных женских теннисных соревнованиях. Выступление Кинг в защиту Ричардс помогло успешно разрешить конфликт и обеспечить участие последней в женском туре и Открытом чемпионате США.
Кинг — активистка движения по борьбе со СПИДом. Она участвует в многочисленных акциях этого направления — создание специальной литературы, фильмов и роликов по борьбе с этой болезнью. Занимала пост директора в Фонде Элтона Джона по борьбе со СПИДом и в Национальном фонде борьбы со СПИДом. Кинг, у которой в 60-летнем возрасте был обнаружен сахарный диабет 2-го типа, участвовала в кампаниях по привлечению общественного внимания к этому заболеванию.
С 1998 года действует Благотворительный фонд WTT Билли Джин Кинг. В 2017 году основана компания Billie Jean Enterprizes, в контакте с руководством многочисленных корпораций ведущая работу по пропаганде и воплощению в жизнь социальных инициатив Кинг. Бывшая теннисистка также является совладелицей бейсбольного клуба «Лос-Анджелес Доджерс» и женского футбольного клуба «Эйнджел Сити» — первого клуба в Национальной женской футбольной лиге, большинство владельцев и административного руководства которого составляют женщины. Кроме того, в 1975 году Кинг стала одной из женщин, финансировавших создание в США Профессиональной софтбольной лиги. Лига просуществовала четыре сезона, затем распавшись из-за финансовых проблем. В начале 1990-х годов Кинг также вкладывала средства в сеть спортивных клубов Discovery Zone, в рамках которых создавались смешанные команды из мальчиков и девочек.

## Личная жизнь
На втором курсе колледжа товарищ Билли Джин по сборной вуза Маркос Карриедо познакомил её со своим другом Ларри Кингом, который был на год моложе её. Билли Джин и Ларри быстро нашли общий язык и стали регулярно встречаться. В своей автобиографии она подчёркивает роль, которую Ларри сыграл в формировании её идей о равноправии женщин. В октябре 1964 года они обручились; свадьба состоялась в сентябре 1965 года, и в дальнейшем спортсменка была известна под фамилией мужа. Ларри активно участвовал в начинаниях жены, организуя и рекламируя женские профессиональные теннисные турниры в начале 1970-х годов. Начиная с лета 1970 года, он прервал адвокатскую карьеру, чтобы посвятить себя делу продвижения женского профессионального тенниса.
Хотя между супругами были хорошие отношения, их интересы и профессиональная деятельность заставляли Ларри и Билли Джин проводить много времени в разлуке, и они (в особенности Ларри, присоединившийся к адвокатской конторе на Гавайях) в результате стали заводить кратковременные связи на стороне. Уже с середины 1960-х годов, по собственным воспоминаниям, Билли Джин отдавала себе отчёт, что испытывает сексуальную тягу к женщинам. Она честно призналась в этом мужу, который, однако, отнёсся к её словам спокойно. В 1969 году, во время Уимблдонского турнира, спортсменка была настолько разочарована своими отношениями с Ларри, что предложила мужу развод, от которого он отказался. В начале 1971 года Кинг забеременела, но предпочла сделать аборт, чтобы не прерывать выступлений. Прессе сообщили, что спортсменка оправляется от последствий гриппа, в очередном турнире она участвовала уже через три дня после аборта, и информация о нём стала достоянием гласности только год спустя. Это произошло, когда подпись Кинг появилась под петицией в защиту права на аборт, опубликованной в новом журнале Ms. и озаглавленной «Мы делали аборт». В дальнейшем спортсменка несколько раз меняла свою позицию в отношении этого эпизода. В интервью вскоре после появления петиции она дала понять, что, хотя поддерживает право на аборт, сама его не делала; в автобиографии 1974 года заявляла, что подписывала петицию сознательно по предложению мужа; а с начала 2000-х годов утверждала, что Ларри подписал петицию от её имени и без её ведома.
В 1972 году Кинг познакомилась с парикмахером Мэрилин Барнетт. Они быстро стали подругами, а затем и любовницами, хотя теннисистка представляла Барнетт окружающим как личную помощницу. Кинг платила Барнетт 600 долларов в месяц, чтобы та могла постоянно её сопровождать; Мэрилин входила в ближайшее окружение спортсменки в 1973 и 1974 годах. Однако в их интимных отношениях наступило охлаждение менее чем через год: теннисистка почувствовала, что Барнетт пытается контролировать её жизнь, портит её отношения с друзьями и деловыми партнёрами и рассчитывает полностью перейти на её иждивение. В интервью журналу Playboy в 1975 году Кинг ответила отрицательно на вопрос о том, является ли она лесбиянкой. Она взвешивала возможность сделать достоянием гласности свои отношения с Барнетт в 1976 году, когда свела выступления к минимуму и чувствовала, что выживание тура Virginia Slims больше не зависит от неё лично. Однако страх перед реакцией публики и в особенности собственных родителей помешал ей это сделать.
Когда в 1978 году Кинг потребовала от Мэрилин Барнетт освободить дом в Малибу, который ранее предоставила в её распоряжение, бывшая любовница пригрозила предать гласности их роман, используя интимную переписку. Она также требовала, чтобы спортсменка развелась с мужем и переехала жить с ней. В октябре 1980 года в состоянии опьянения Барнетт попыталась совершить самоубийство и выпрыгнула с балкона, повредив позвоночник. Билли Джин и Ларри Кинг хотели выкупить у неё письма теннисистки, но она не согласилась на предложенную цену и в апреле 1981 года обратилась в суд. Бывшая любовница требовала полные права на дом в Малибу, половину доходов Кинг за семь лет и финансовое содержание до конца жизни. Информация о гомосексуальной связи Кинг вызвала ажиотаж в прессе. Теннисистка была вынуждена дать серию интервью, излагающих её точку зрения на события. Она также провела пресс-конференцию, на которой публично признала связь с Барнетт, подчеркнув, что эти отношения были «ошибкой» и давно прервались.
В декабре 1981 и ноябре 1982 года два судебных процесса Барнетт против Кинг (в одном из её случаев ответчиком был также её муж) закончились в пользу спортсменки, суд признал претензии Барнетт несостоятельными. Позже она переехала к друзьям в Беверли-Хиллз, где продолжала работать парикмахером, но в 1997 году в возрасте 49 лет покончила с собой. Хотя раскрытие подробностей связи с Барнетт обернулось для Кинг потерей ряда контрактов со спонсорами, пресса отнеслась к ней более толерантно. Журналисты с антипатией описывали действия и позицию бывшей любовницы, одновременно подчёркивая, что интимная жизнь является личным делом каждого человека и что гомосексуальность в женском спорте — практически общеизвестный факт. СМИ также акцентировали поддержку и понимание со стороны мужа Билли Джин.
В автобиографической книге «Билли Джин от Билли Джин» (англ. Billie Jean by Billie Jean), написанной совместно с известным спортивным журналистом Фрэнком Дефордом вскоре после суда и начинавшейся с посвящения Ларри, Кинг описывала роман с Барнетт как единичную ошибку. Однако на самом деле ещё до скандала с Барнетт, осенью 1979 года, она близко сошлась с южноафриканской теннисисткой Иланой Клосс, ставшей её партнёршей и на корте. После того как скандал улёгся, их связь возобновилась. По настоянию партнёрши летом 1987 года Кинг подала на развод. Билли Джин и Ларри расстались полюбовно, разделив имущество примерно поровну. Ларри Кинг позже женился вторично на Нэнси Болджер, сотруднице рекламного отдела WTA и женского профессионального тура. В этом браке выросли двое детей, для которых Билли Джин и Клосс стали крёстными родителями. Билли Джин Кинг и Илана Клосс много лет попеременно проживали в Чикаго, где расположена штаб-квартира лиги World TeamTennis, и Нью-Йорке. В интервью 1998 года Кинг открыто признала, что сожительствует с женщиной, но отказалась назвать её имя. Лишь в 2006 году было объявлено, что её партнёршей является Клосс.
Кинг большую часть жизни страдала от проблем с лишним весом, которые усугубились по окончании игровой карьеры. В первые годы после завершения выступлений она за короткое время могла набирать и сбрасывать до 50 фунтов (23 кг) и в отдельные периоды весила больше 200 фунтов (91 кг). У неё было диагностировано общее расстройство приёма пищи, позже диагноз был уточнён — психогенное переедание. В 51 год Кинг была вынуждена пройти курс психотерапии, который, по её словам, помог ей осознать проблему и найти правильные пути борьбы с ней. К этому времени у неё также развилась фибрилляция предсердий, и в дальнейшем Кинг перенесла две операции по абляции сердца.

## Достижения и признание заслуг
До начала Открытой эры Билли Джин Кинг выиграла 62 турнира в одиночном разряде, а за Открытую эру, в том числе в рамках тура Virginia Slims, — ещё 67. Она побеждала в турнирах Большого шлема в одиночном разряде 12 раз, в десяти случаях выиграв финалы в двух сетах. Кинг как минимум по одному разу выиграла каждый из четырёх турниров, собрав так называемый «карьерный» Большой шлем. Аналогичного успеха она добилась и в миксте, но в женских парах побеждала только в трёх турнирах из четырёх, ни разу не сумев выиграть Открытый чемпионат Франции. В общей сложности на её счету было 39 титулов и 26 проигранных финалов в турнирах Большого шлема во всех разрядах. В Кубке Федерации американка побеждала 7 раз (в том числе 4 подряд с 1976 по 1979 год), выиграв 52 встречи при 4 поражениях (26-3 в одиночном разряде, 26-1 в парном), включая последние 30 встреч подряд. За время выступлений за сборную она дважды (в 1965 и 1976 годах) занимала пост играющего капитана. Как неиграющий капитан сборной США она приводила команду к победе в Кубке Федерации трижды — в 1996, 1999 и 2000 годах. В ещё одном командном соревновании, Кубке Уайтмен, Кинг со сборной США выиграла 9 из 10 матчей, в которых принимала участие.
Сайт Международного зала теннисной славы указывает, что Кинг занимала первое место в мире по итогам сезона 6 раз — с 1966 по 1968 год, в 1971, 1972 и 1974 годах. Однако в эпоху до появления рейтинга WTA существовало несколько разных рейтингов, не совпадавших между собой, и в наиболее авторитетном из них, который составлял Ланс Тингей в газете Daily Telegraph, первое место за 1971 год отдано Ивонн Гулагонг, а за 1974 — Крис Эверт. Кинг в эти два года занимала первое место согласно рейтингу теннисного эксперта Boston Globe и NBC Бада Колиинза. В остальные четыре года разногласий между экспертами по поводу первого места Кинг не возникало.
Помимо завоёванных в теннисных соревнованиях титулов, карьера Кинг была также отмечена различными наградами и премиями:
- 1967 и 1973 — избрана спортсменкой года «Ассошиэйтед Пресс»[28].
- 1972 — признана журналом Sports Illustrated спортсменом года, став первой женщиной и первым теннисистом, удостоенным этой награды[93].
- 1975 — заняла первое место в опросе «Самая восхитительная женщина мира», регулярно проводимом журналом Seventeen среди девушек-подростков (37 % голосов, впереди Голды Меир и Мэри Тайлер Мур)[131].
- 1976 — вошла в число «женщин года» по версии журнала Time[132].
- 1977 — включена журналом Harper’s Bazaar в список 10 самых влиятельных женщин Америки[28].
- 1987 — член Международного зала теннисной славы[28].
- 1990 — член Национального зала славы женщин[12]; включена журналом Life в список 100 самых важных американцев XX века (помимо Кинг в список вошли только три спортсмена: Бейб Рут, Джеки Робинсон и Мухаммед Али)[28].
- 2006 — Национальный теннисный центр USTA, место проведения Открытого чемпионата США, переименован в Национальный теннисный центр имени Билли Джин Кинг[12].
- 2009 — награждена Президентской медалью Свободы, высшим гражданским знаком отличия в США[133]. Стала вторым теннисистом в истории после Артура Эша[30] и первой женщиной-спортсменкой, удостоенной этой награды[134].
- 2020 — Кубок Федерации по теннису переименован в Кубок Билли Джин Кинг[93].
- 2024 — стала первой спортсменкой, индивидуально награждённой Золотой медалью Конгресса США[135].

Кинг удостоена почётных учёных званий от ряда вузов США, включая Пенсильванский университет (1999), Бостонский университет (2008) и Северо-Западный университет (2017).

## В искусстве

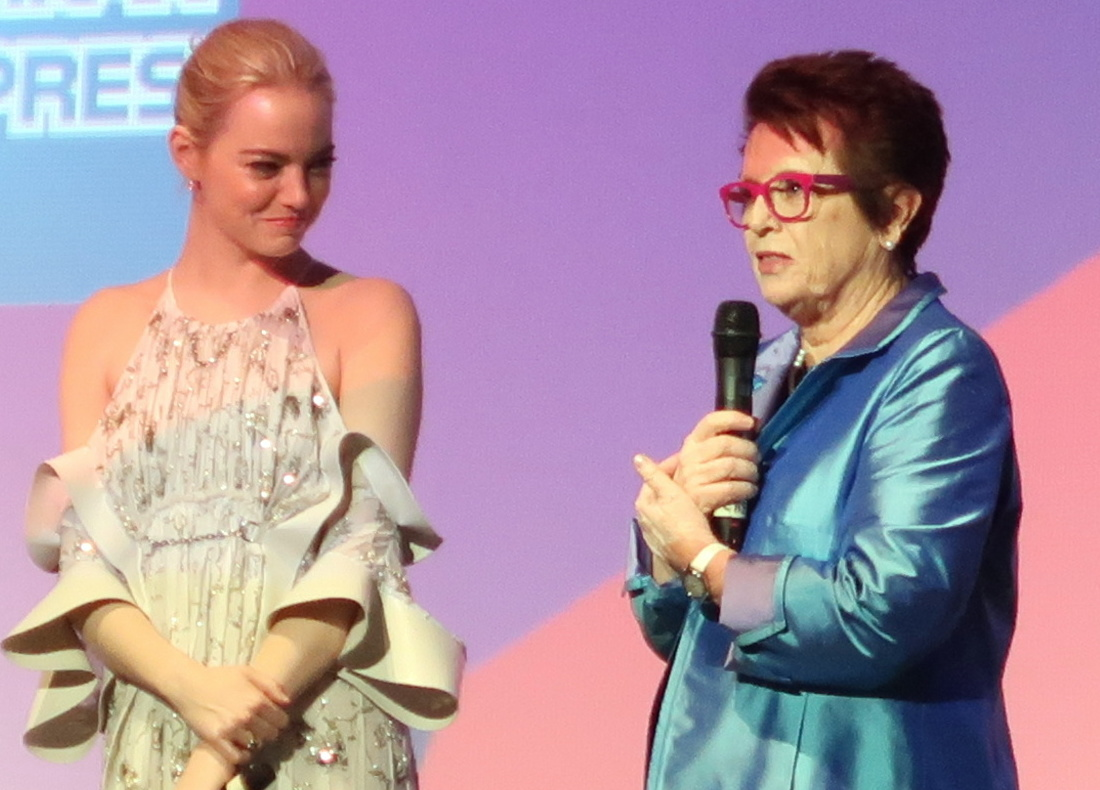
Эмма Стоун и Билли Джин Кинг на презентации фильма «Битва полов», 2017 год

Элтон Джон, один из близких друзей и поклонников Кинг, 1 января 1975 года выпустил песню «Philadelphia Freedom», посвящённую самой теннисистке и возглавляемой ею команде лиги World Team Tennis. Песня впоследствии возглавила чарт Billboard Hot 100 и получила платиновый статус.
История матча между Билли Джин Кинг и Бобби Риггсом стала основой художественных фильмов. В телевизионном фильме 2001 года «Когда Билли побеждает Бобби» роль Кинг исполнила Холли Хантер. В 2017 году на киноэкраны вышла лента «Битва полов», в которой в роли Кинг выступила Эмма Стоун. Кинг и Риггс вместе появились в одной из серий сериала «Странная парочка». По ходу серии под названием «Свинья, которая пришла на обед», Риггс проводил «матч-реванш» против Кинг в настольный теннис
Кинг часто упоминалась в комиксах Чарльза Шульца из серии Peanuts. Шульц и Кинг были друзьями, и художник выступал в поддержку тех же социальных инициатив, что и теннисистка. Одну из героинь своих комиксов, Пепперминт Пэтти — талантливую спортсменку и сторонницу женского равноправия — Шульц создал, взяв за основу личность Кинг.